# Introzzo
Introzzo (Trozz o Introeuzz in dialetto valvarronese) è un nucleo abitato di 118 abitanti della provincia di Lecco in Lombardia, sede del comune di Valvarrone, nell'omonima valle.

## Geografia fisica

### Orografia

#### Legnone
Nel comune di Introzzo, il Legnone è luogo di rifugi e di transumanza; è a 2700 metri circa di altitudine ed in Lombardia è abbastanza conosciuto.

#### Legnoncino
Posto a 1600 metri circa di altitudine, è un monte minore della catena del Monte Legnone. Dalla località-frazione Baia di Piona a Colico è molto evidente la croce, le rocce e la Madonnina, mentre da Lavadèe e Subiale si vede la chiesetta di San Sfirio.

## Origini del nome
Il toponimo deriverebbe da introgium, una tassa che veniva riscossa in loco sia da qualsiasi forestiero decidesse fare sosta in paese sia da chiunque rivestisse un incarico pubblico.
Altri pensano che il nome derivi dalle parole inter e ozio, "tra l'ozio", che fosse quindi un posto dove oziare e rilassarsi.

## Storia

Vecchio territorio

In età medievale, il paese era parte dell'antico feudo di Monte d'Introzzo, feudo dei Dal Verme e possedimento degli Sfondrati, soggetto alla pieve di Dervio per quello che concerneva gli aspetti ecclesiastici.
Con gli Statuti della Valsassina del 1388, Introbio si legò indissolubilmente alle vicende della valle.
Nel 1516, durante le lotte tra gli Sforza e i francesi, Introzzo fu messo a ferro e fuoco.
Dal 1801 fino al 1992 Introzzo fu in provincia di Como. Dal 2000 faceva parte dell'Unione dei comuni della Valvarrone e il 22 ottobre 2017, in concomitanza con il referendum sull'autonomia in Lombardia, iniziò il processo di fusione con i vicini comuni di Tremenico e Vestreno per confluire nel comune di Valvarrone. La nuova istituzione divenne operativa il 1º gennaio 2018.

### Simboli
Lo stemma comunale si blasonava:
Il gonfalone era un drappo partito di giallo e d'azzurro.

## Monumenti e luoghi d'interesse

### Architetture religiose

#### Chiesa di Sant'Antonio Abate
Rimaneggiata nel XVIII secolo, la chiesa conserva lacerti di affreschi di epoca precedente. L'esistenza della chiesa era infatti attestata già nel 1455.
Da un punto di vista dell'amministrazione ecclesiastico, la chiesa non forma parrocchia a sé ma dipende da quella di San Martino Mont'Introzzo, posta nel comune di Sueglio.

### Architetture civili e militari
- Rifugio Roccoli[9]
- Complesso trincerato ai Roccoli Lorla[10]

## Società

### Evoluzione demografica
- 110 nel 1751
- 129 nel 1771
- 131 nel 1803
- annessione a Sueglio nel 1809
- 214 nel 1853
- 224 nel 1859

Abitanti censiti

## Geografia antropica

### Frazioni

#### Lavadèe
Frazione posta a 1350 metri sul livello del mare, precede Roccoli Lorla e succede Subiale; possiede un campo da tennis ed un prato attrezzato con porte da calcio e rete di pallavolo; vi era sito il Rifugio-Pizzeria La Bocchetta. Inoltre vi è situato un piccolo laghetto.

#### Subiale
Frazione posta a 1100 metri sul livello del mare, succede il territorio comunale di Tremenico e precede Lavadèe; vi è sito il Ristorante Capriolo.

#### Roccoli Lorla
Frazione posta circa a 1500 metri sul livello del mare, possiede il Rifugio Roccoli Lorla alla Sella del Legnone; è presente un laghetto il cui fondo è stato recentemente ricostruito; annualmente, ad agosto, si fa la tradizionale tombola.
Da qui si dirama la strada per il Legnoncino e quella per il Legnone.

### Località

#### Creste
Posta sopra Introzzo, all'interno di un bosco, Creste è chiamata in dialetto valvarronese "Crestè".

#### Trone
Piccola località posta sotto Introzzo.

## Amministrazione
| nome          | carica  | dal           | al            | partito                             | anno e luogo di nascita | anno e luogo di morte |
| ------------- | ------- | ------------- | ------------- | ----------------------------------- | ----------------------- | --------------------- |
| Luca Buzzella | sindaco | 7 giugno 2009 | 7 giugno 2018 | Lista civica "Insieme per Introzzo" | Bellano 28-09-1969      |                       |

## Galleria d'immagini

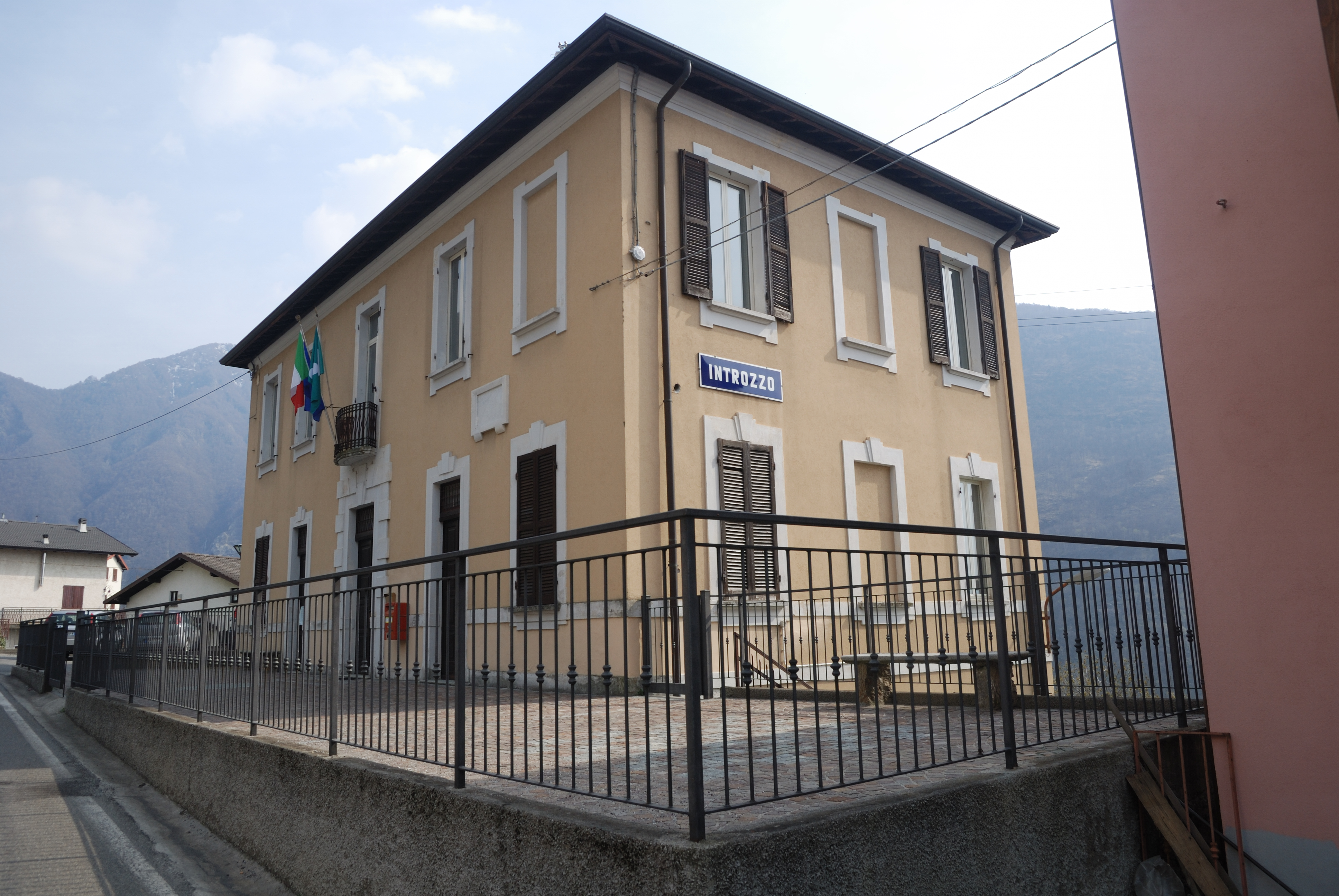
Municipio
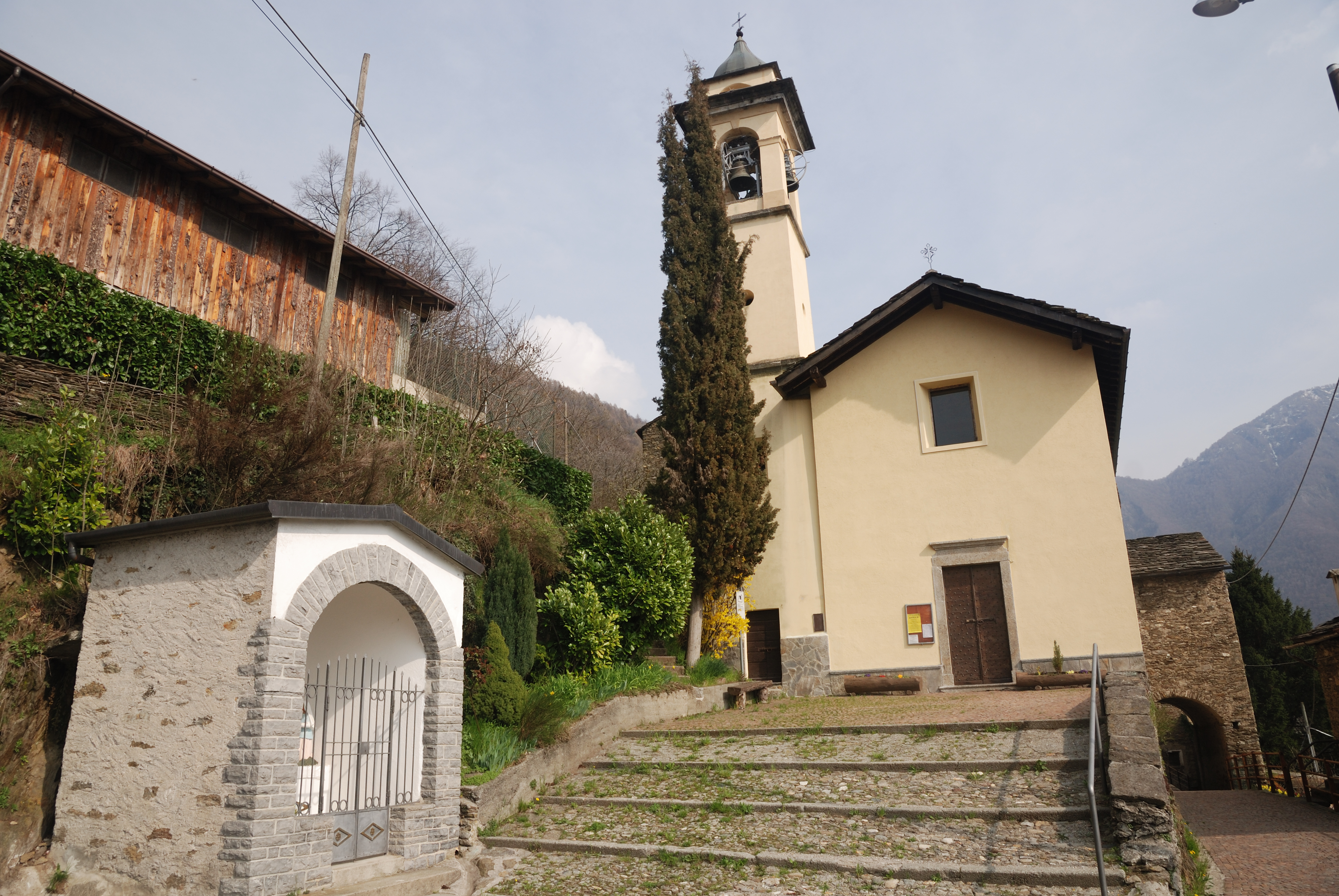
Chiesa di Sant'Antonio Abate
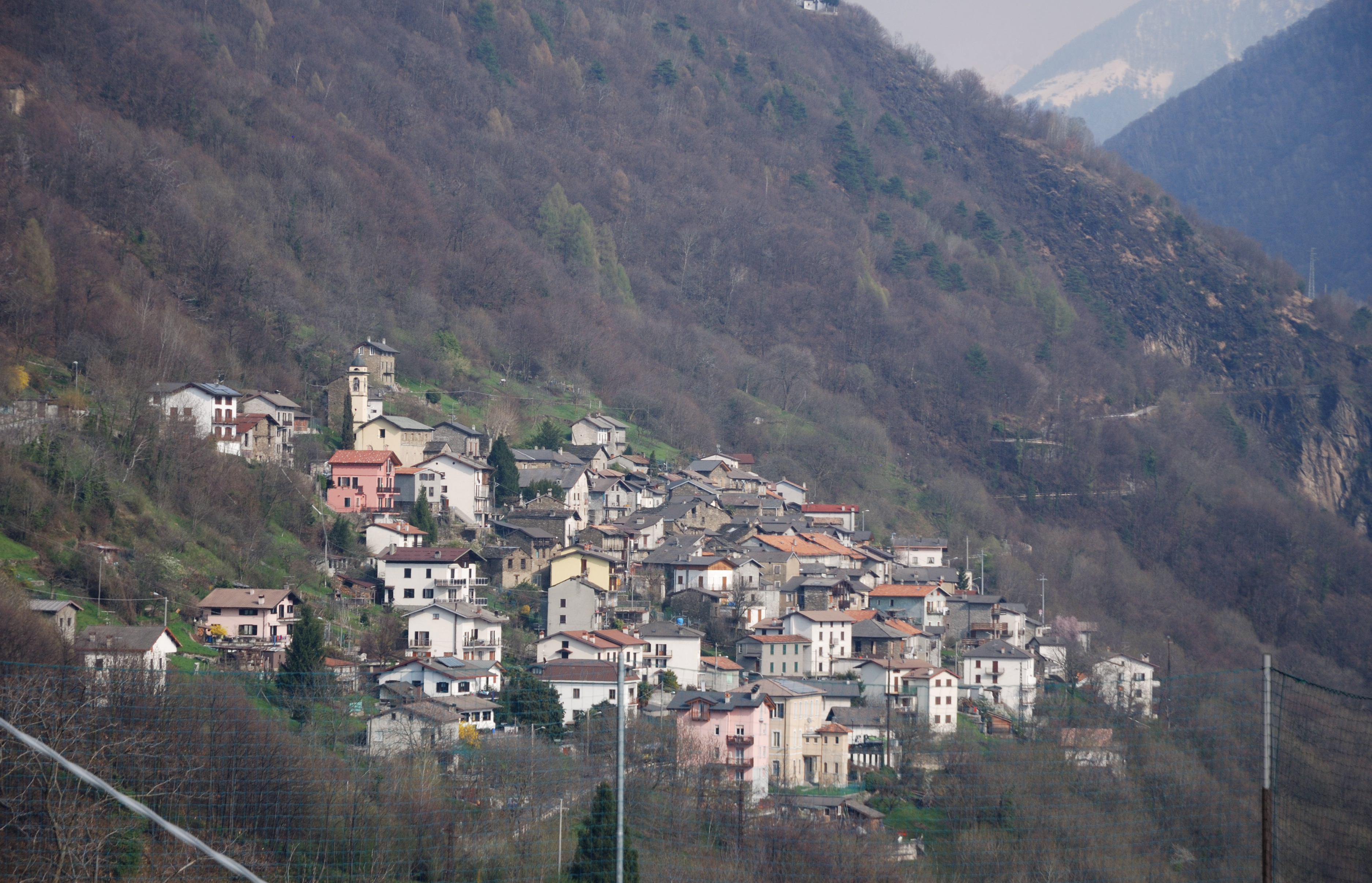
Panorama